# Shoacris bormansi
Shoacris bormansi är en insektsart som först beskrevs av Bolívar, I. 1884.  Shoacris bormansi ingår i släktet Shoacris och familjen Pyrgomorphidae. Inga underarter finns listade i Catalogue of Life.